# Blindagem (banda)
Blindagem é uma banda de rock brasileiro fundada em 1978 na cidade de Curitiba. A Blindagem possui estilos que vão desde o rock pesado ao sertanejo, baladas românticas e até samba.

## História
No final dos de anos de 1970 o Brasil sofreu uma pequena transformação musical, quando o rock começa a se sobressair ou ter mais destaque no meio artístico musical e é neste contexto que surge, em Curitiba, a Banda Blindagem. Em 1977, a banda já existia e sua formação, em pequenas apresentações era:
- Paulo Juk (baixo);
- Amauri Stochero (guitarra e vocal);
- Alberto Rodriguez (guitarra);
- Mário Júnior (bateria).[5]

Com esta formação, a banda cresceu e passou a se apresentar em festivais, clubes, ginásios, concursos, parque e praças com um verdadeiro rock agressivo e performático. Suas principais apresentações neste período foram nos festivais de Águas Claras e Camburock.
Ainda no crepúsculo da década de 1970, Ivo Rodrigues começou a trabalhar com a banda, fazendo alguns shows e criando letras e músicas em parceria com Paulo Leminski. Esta parceria ficou conhecida como "Ivo e Blindagem", pois o mesmo era de outra banda.
A entrada de Ivo Rodrigues, em definitivo, só ocorreu no show intitulado "Adeus 70", ocorrido no ginásio Palácio de Cristal do Círculo Militar do Paraná em 1979. Junto com Ivo, entrou Paulo Teixeira (guitarra) e neste momento, saiu o guitarrista Stochero.
O primeiro "LP" da banda ocorreu em 1981, quando foi assinado o contrato com a Gravadora Continental e surgiu o disco "Blindagem". A música "Marinheiro", de Ivo Rodrigues em parceria com Paulo Leminski, foi amplamente tocada em rádios do eixo Rio-São Paulo e assim a banda se apresentou nos principais programas de televisão em rede nacional.
Em 1983, a banda passou a integrar o cast da "Gravadora Pointer" com o lançamento de um novo disco. As músicas "Me Provoque Pra Ver" e "Malandrinha" são os destaques do segundo LP.
Em 1984, Marinho (Mário Júnior) saiu da banda e para o seu lugar, é convidado o baterista argentino Rubem Pato Romero. Com a entrada de Romero, a formação ficou Ivo Rodrigues Jr (vocal); Alberto Rodriguez (guitarrista), Paulo Teixeira (guitarrista), Paulo Juk (baixista) e Ruben Romero (baterista).
Em 1986, a banda dividiu o palco com vários expoentes do rock nacional, como: Celso Blues Boy, Cazuza, Titãs, Kid Abelha, entre outros. Uma parceria entre Roberto Menescal e a PolyGram, a Blindagem lançou alguns sucessos, como: "Além do Silêncio" que culmina no trabalho "Cara & Coroa", LP lançado em 1987, pela Randall/Polygran.
No final dos anos de 1980, a banda não conseguiu manter a projeção nacional do início da década e assim retornou para Curitiba, fazendo apresentações nos palcos e bares da cidade. Neste período, o grupo abriu alguns bares com palco para apresentações, onde se apresentaram também, artistas como: Lobão, Caetano Veloso, Fortuna, Paulinho Boca de Cantor, Jorge Mautner, Paulo Autran, Renato Russo, Moraes Moreira, A Cor do Som, entre outros. A banda também se dividiu para apresentações solo ou em duplas em seus palcos ou em outras casas.
Em junho de 1991, a Blindagem fez uma turnê na Itália, onde foi gravado um disco, incluindo musicas com apresentações "ao vivo". A banda gravou o disco no MetaStúdio e apresentou-se como atração internacional no festival anual da cidade de Castagnolle Lanze. Neste mesmo ano, a banda perdeu o baixista Paulo Juk, que mudou-se para a Tunísia. Seu retorno só ocorreu quando a banda lançou o CD "Dias Incertos", em 1997. Neste CD a música "Miragem" se destacou, ganhando uma regravação acústica.
Na noite de 3 de junho de 1998, o grande auditório da Teatro Guaíra foi palco de um show para comemorar os 20 anos da Blindagem. Em 1999, foi lançado o CD "Blindagem", uma regravações do primeiro LP da banda. Em 2003, foi lançado o CD "Greatest Hits", contendo, entre outros, sucessos regravados como "Operário Padrão" e "Malandrinha".
Em 2007, a banda retornou ao Guaíra para uma apresentação de “Rock em Concerto”, unindo o rock com a música erudita. Clássicos da banda se misturaram com músicas clássicas como a 5ª Sinfonia de Beethoven, entre outros eruditos. Essa apresentação, gravada ao vivo, transformou-se no primeiro DVD da banda, lançado em junho de 2008.
Em abril de 2010, Ivo Rodrigues, vocal e líder da banda, morreu. Em seu lugar, entrou Rodrigo Otávio Sampaio, o Rodriggo Vivazs. A permanência de Vivazs, perdurou até outubro de 2021, quando o mesmo saiu da banda para efetuar trabalhos projetos pessoais. Com a saiu a Rodriggo Vivazs, a banda ficou com a seguinte formação: Alberto Rodriguez (guitarra/voz), Paulo Juk (baixo/voz), Paulinho Teixeira (guitarra/voz) e Pato Romero (bateria/voz).

## Discografia
| Ano  | Álbum         |
| ---- | ------------- |
| 1981 | Blindagem     |
| 1987 | Cara & Coroa  |
| 1997 | Dias Incertos |
| 2003 | Greatest Hits |
| 2020 | Rock Pinhão   |

## Ligação externa
- site oficial da banda